# Metacnephia lesnei
Metacnephia lesnei är en tvåvingeart som först beskrevs av Seguy 1925.  Metacnephia lesnei ingår i släktet Metacnephia och familjen knott.
Artens utbredningsområde är Frankrike. Inga underarter finns listade i Catalogue of Life.